# Borsos István (református lelkész)
Szentgróthi Borsos István (Vajdácska, 1872. augusztus 14. – Morgantown, Nyugat-Virginia, 1943. május 8.) amerikai magyar református lelkész, misszionárius.

## Felmenői, családja
Régi nemesi családból származik, amely III. Ferdinánd magyar királytól 1646. október 1-én Zala vármegyében kapott címeres nemeslevelet. Ősei előbb Erdőhorvátiba, majd Királyhelmecre, később Nagygéresre költöztek, ahol nagyapja, Borsos Péter (Nagygéres, 1806. december 5. – Nagygéres, 1895. december 23.) 1842–ben igazolta a család nemességét. A család nemességét és szentgróthi előnevét 1938-ban a Belügyminisztérium is igazolta.
Édesapja, Borsos György (Nagygéres, 1839. február 13. – Nagygéres, 1898. szeptember 14.) gazdatiszt. Édesanyja, nemes hubói Hubay Boldizsár református kántor és nemes Danavár Amália lánya, nemes hubói Hubay Berta (Tarcal, 1852. május 29. – Nagygéres, 1928. augusztus 29.). Szülei 1871. február 1-én Vajdácskán kötöttek házasságot.
Testvére:
- József Kálmán, királyi ügyész, a Szolnoki Királyi Ügyészség elnöke (Makkoshotyka, 1875. november 13.[5] – 1938 után), felesége nemes Sarkadi Nagy Ilona Eszter (Sárospatak, 1882. február 13. – ), akivel Sárospatakon esküdött meg 1900. április 21-én.

## Tanulmányai
Középiskolái tanulmányait 1882-től Sárospataki Református Kollégiumban végezte. 1889-ben iratkozott be a Sárospataki Teológiai Akadémiára, ahol 1894-ben végzett.

## Munkássága
Felszentelése után, 1894-ben Tiszakóródon volt segédlelkész, majd ezt követően, 1896-ban a bihardiószegi gyülekezetben szolgált lelkészként. Ez idő alatt tette le második lelkészképesítő vizsgáját is jeles eredménnyel. Majd Nagyváradra ment, ahol vallástanárként szolgált, emellett Szalacs helyettes lelkésze volt. Nagyváradról 1898-ban Fugyi gyülekezete hívta meg lelkipásztorának, amit el is fogadott. Hivatalába 1898. szeptember 25-én iktatták be, ezt követően hét évig szolgálta az egyházközséget.
Fugyin 1901-ben Darányi Ignác földművelésügyi miniszter erkölcsi támogatásával nagymértékű telepítésbe kezdett, tovább 1904-ben belépett a Szabadelvű Párt soraiba.
A Magyarországi Református Egyház 1905-ben a New York állambeli Alpha város református gyülekezetének hívására küldte ki Amerikai Egyesült Államokba. Útját 1905. április 5-én kezdte, útitársa: Kuthy Zoltán, református esperes-lelkész. A New York-i kikötőbe 1905. április 15-én érkezett meg, majd néhány nappal később beiktatták lelkészi hivatalába. Később utazó lelkészként végzett missziós szolgálatot. Detroitban mindennapos magyar iskolát szervezett. Szolgálata során nem elégedett meg azzal, hogy csak szombati és vasárnapi iskolát tartson, hiszen minden áron meg akarta menteni népének magyarságát. Ekkor vált szinte rögeszméjévé megalkuvást nem tűrő magyarsága, ami miatt sokszor került összetűzésbe saját népével is. Amikor a Magyarországi Református Egyház beszüntette amerikai működését, az ő életét is akkora változás elé állította, hogy azt ugyanabban az egyházközségben maradva nem tudta volna elviselni. Ekkor lemondott hivataláról, és hat hetet töltött a lancasteri teológia nyári tanfolyamán. Ezt követően rövid ideig, mint utazó és egyházszervező lelkész működött East-Chicagoban, Garyben, Whitingon, majd pedig 1922 és 1937 között állandóbb jelleggel az uniontowni és a morgantowni egyházakban. Ez idő alatt kijárt a fairmounti, clarksburgi, berryburgi és gallowayi telepekre is, amelyek a morgantowni egyházközségnek szórványai voltak.
Lelkészi szolgálata alatt templomot épített a windberi, bethlehemi, wallingfordi, uniontowni és morgantowni gyülekezet, iskolát épített a windberi és a detroiti gyülekezet, mindegyiket mindennapos tanítás céljára. Lelkészlakást épített az ő lelkészkedése alatt a buffaloi, bethlehemi, windberi és morgantowni gyülekezet, templomtelket vett a windberi, New Brunswick-i, wallingfordi, uniontowni és morgantowni gyülekezet. Minden olyan gyülekezetben megfordult és szolgált, amely a Magyarországi Református Egyház fennhatósága alatt alakult.
1938 elején, 44 évi lelkészi szolgálat után vonult nyugdíjba.

## Származása
| szentgróthi Borsos István (Vajdácska, 1872. augusztus 14. – Morgantown, 1943. május 08.) amerikai magyar református lelkész, misszionárius | Apja: szentgróthi Borsos György (Nagygéres, 1839. február 13. – Nagygéres, 1898. szeptember 14.) gazdatiszt | Apai nagyapja: szentgróthi Borsos Péter (Nagygéres, 1806. december 5. – Nagygéres, 1895. december 23.) 1842-ben igazolta a család nemességét | Apai nagyapai dédapja: szentgróthi Borsos János (Nagygéres, 1782. június 22. – ) |
| szentgróthi Borsos István (Vajdácska, 1872. augusztus 14. – Morgantown, 1943. május 08.) amerikai magyar református lelkész, misszionárius | Apja: szentgróthi Borsos György (Nagygéres, 1839. február 13. – Nagygéres, 1898. szeptember 14.) gazdatiszt | Apai nagyapja: szentgróthi Borsos Péter (Nagygéres, 1806. december 5. – Nagygéres, 1895. december 23.) 1842-ben igazolta a család nemességét | Apai nagyapai dédanyja: Pósa Rozália                                             |
| szentgróthi Borsos István (Vajdácska, 1872. augusztus 14. – Morgantown, 1943. május 08.) amerikai magyar református lelkész, misszionárius | Apja: szentgróthi Borsos György (Nagygéres, 1839. február 13. – Nagygéres, 1898. szeptember 14.) gazdatiszt | Apai nagyanyja: Vagrintsits Katalin | Apai nagyanyai dédapja:                                                          |
| szentgróthi Borsos István (Vajdácska, 1872. augusztus 14. – Morgantown, 1943. május 08.) amerikai magyar református lelkész, misszionárius | Apja: szentgróthi Borsos György (Nagygéres, 1839. február 13. – Nagygéres, 1898. szeptember 14.) gazdatiszt | Apai nagyanyja: Vagrintsits Katalin | Apai nagyanyai dédanyja:                                                         |
| szentgróthi Borsos István (Vajdácska, 1872. augusztus 14. – Morgantown, 1943. május 08.) amerikai magyar református lelkész, misszionárius | Anyja: hubói Hubay Berta (Tarcal, 1852. május 29. – Nagygéres, 1928. augusztus 29.)                         | Anyai nagyapja: hubói Hubay Boldizsár református kántortanító                                                                                | Anyai nagyapai dédapja:                                                          |
| szentgróthi Borsos István (Vajdácska, 1872. augusztus 14. – Morgantown, 1943. május 08.) amerikai magyar református lelkész, misszionárius | Anyja: hubói Hubay Berta (Tarcal, 1852. május 29. – Nagygéres, 1928. augusztus 29.)                         | Anyai nagyapja: hubói Hubay Boldizsár református kántortanító                                                                                | Anyai nagyapai dédanyja:                                                         |
| szentgróthi Borsos István (Vajdácska, 1872. augusztus 14. – Morgantown, 1943. május 08.) amerikai magyar református lelkész, misszionárius | Anyja: hubói Hubay Berta (Tarcal, 1852. május 29. – Nagygéres, 1928. augusztus 29.)                         | Anyai nagyanyja: nemes Danavár Amália | Anyai nagyanyai dédapja:                                                         |
| szentgróthi Borsos István (Vajdácska, 1872. augusztus 14. – Morgantown, 1943. május 08.) amerikai magyar református lelkész, misszionárius | Anyja: hubói Hubay Berta (Tarcal, 1852. május 29. – Nagygéres, 1928. augusztus 29.)                         | Anyai nagyanyja: nemes Danavár Amália | Anyai nagyanyai dédanyja:                                                        |